# Rhododendron spiciferum
Rhododendron spiciferum är en ljungväxtart som beskrevs av Adrien René Franchet. Rhododendron spiciferum ingår i släktet rododendron, och familjen ljungväxter. Utöver nominatformen finns också underarten R. s. album.